# معدن و کارگاه مجسمه‌سازی یسمک
معدن و کارگاه مجسمه‌سازی یسمک (انگلیسی: Yesemek Quarry and Sculpture Workshop) موزه روباز و محوطه باستان‌شناسی در استان غازی عینتاب، ترکیه است. این محل در دوران هیتی‌ها به‌عنوان یک معدن سنگ مورد استفاده قرار می‌گرفت و مساحتی حدود ۱۰۰۰۰۰ متر مربع را در بر می‌گیرد که آن را به بزرگ‌ترین کارگاه سنگ‌تراشی شناخته‌شده در خاور نزدیک باستان تبدیل کرده است.

## جغرافیا
این موزه در جنوب روستای یسمک در شهرستان اصلاحیه (شهر) از استان غازی عینتاب، در مختصات ۳۶°۵۳′۳۵″ شمالی ۳۶°۴۴′۴۰″ شرقی / ۳۶٫۸۹۳۰۶°شمالی ۳۶٫۷۴۴۴۴°شرقی قرار دارد. این مکان در دامنه‌های غربی ناحیه کوهستانی و در شرق مخزن سد تختالی واقع شده است. فاصله آن از روستا حدود ۱٫۵ کیلومتر (۰٫۹۳ مایل)، از اصلاحیه ۲۳ کیلومتر (۱۴ مایل) و از غازی عینتاب ۱۱۳ کیلومتر (۷۰ مایل) است. بازدیدکنندگان می‌توانند از شهرهای غازی عینتاب، اسکندرون یا انطاکیه به این محل سفر کنند.

## تاریخچه کاوش‌ها
ویرانه‌های این محوطه نخستین بار در سال ۱۸۹۰ توسط باستان‌شناس اتریشی فلیکس فن لوشان طی کاوش‌هایش در تپه زنجیرلی در شمال این منطقه، تا حدودی کشف شد. بین سال‌های ۱۹۵۷ تا ۱۹۶۱، باستان‌شناس ترک بهادیر آلکیم حفاری‌ها را ادامه داد و حدود ۲۰۰ مجسمه را کشف کرد. جدیدترین کاوش‌ها در دهه ۱۹۹۰ توسط ایلحان تمیزسوی، مدیر موزه تمدن‌های آناتولی، انجام شد که صد شیء دیگر را کشف کرد. این سایت اکنون به‌عنوان یک موزه روباز تحت نظارت موزه باستان‌شناسی غازی عینتاب اداره می‌شود.